# 大谷海岸インターチェンジ
大谷海岸インターチェンジ（おおやかいがんインターチェンジ）は、宮城県気仙沼市にある三陸沿岸道路（本吉気仙沼道路）のインターチェンジである。

## 道路

### 本線
- E45 三陸沿岸道路（本吉気仙沼道路・23番）

### 接続する道路
- 国道45号

## 歴史
- 2018年（平成30年）
  - 2月6日 : IC名称が「大谷IC（仮称）」から「大谷海岸IC」に正式決定[1]。
  - 3月25日 : 大谷海岸IC - 気仙沼中央IC間開通に伴い、供用開始[1]。
- 2019年（平成31年）2月16日 : 本吉津谷IC - 大谷海岸IC間開通[2]。

## 料金所
無料区間のため設置されていない。

## 周辺
- 大谷海水浴場
- 大谷海岸駅
- 道の駅大谷海岸
- 気仙沼市立大谷小学校
- 気仙沼市立大谷中学校
- 大谷郵便局

## 隣
E45 三陸沿岸道路（本吉気仙沼道路）
(22) 本吉津谷IC - 本吉PA - (23) 大谷海岸IC - (23-1) 岩井崎IC - (24) 気仙沼中央IC
岩井崎ICは気仙沼中央IC・大船渡方面出入口のみのハーフICのため、当インターから大船渡方面に乗った場合、次の出口は気仙沼中央ICとなる。